# Darlington (Île-du-Prince-Édouard)
Darlington est un village dans le comté de Queens de l'Île-du-Prince-Édouard, au nord-est de Crapaud.